# Paola Lattus
Paola Andrea Lattus Ramos (Antofagasta, 19 de agosto de 1980) es una actriz chilena de cine, teatro y series de televisión, conocida por su participación en películas como Tony Manero (2008) de Pablo Larraín e Ilusiones Ópticas (2009) de Cristián Jiménez. 

## Biografía
Hija de los destacados actores de teatro Ángel Lattus y Teresa Ramos, Paola desarrolló su carrera teatral desde los 11 años en la Compañía de Teatro de la Universidad de Antofagasta de dicha ciudad, participando en una decena de obras, además de la Compañía de Teatro Arlequín, fundada por su propia madre en dicha ciudad.
El año 2000 ingresó a la Escuela de Actuación de Fernando González. Tras su egreso, se mantiene cada verano organizando talleres para adolescentes en la Compañía de Teatro Arlequín de Antofagasta, en los que intenta transmitir la importancia del teatro como reflexión sobre el entorno social, además de haber realizado clases de actuación en la Universidad de Chile, Universidad UCINF, entre otras.
En 2008 inició su carrera en el cine en la película Tony Manero de Pablo Larraín. Al año siguiente, recibió un Premio APES como Mejor Actriz de Soporte por su trabajo en Ilusiones ópticas de Cristián Jiménez. Por la misma cinta, también fue nominada al Premio Pedro Sienna.
En 2011 recibió el premio a Mejor Actriz en el Festival Internacional de Cine de Antofagasta por La Jubilada de  Jairo Boisier.

## Filmografía

### Cine

#### Largometrajes
| Año  | Película                         | Personaje              | Director                 |
| ---- | -------------------------------- | ---------------------- | ------------------------ |
| 2008 | Tony Manero                      | Pauli                  | Pablo Larraín            |
| 2009 | Ilusiones ópticas                | Manuela                | Cristián Jiménez         |
| 2009 | Mitómana                         | Yeni                   | José Luis Sepúlveda      |
| 2011 | Bonsái                           | Vendedora de cuadernos | Cristián Jiménez         |
| 2011 | Efectos Especiales               | Paola                  | Bernardo Quesney         |
| 2012 | La jubilada                      | Fabiola Neira          | Jairo Boisier            |
| 2012 | Ambas tres                       | Susana                 | Samuel Sotomayor         |
| 2013 | El Verano de los Peces Voladores | Ester                  | Marcela Said             |
| 2014 | Desastres naturales              | Patricia               | Bernardo Quesney         |
| 2015 | La mujer de barro                | Violeta                | Sergio Castro San Martín |
| 2015 | El Club                          |                        | Pablo Larraín            |
| 2016 | Los perros                       |                        | Marcela Said             |
| 2016 | American Huaso                   | Mauricio               | José Palma               |
| 2016 | Sin dejar hablar                 |                        | Pamela Álvarez           |
| 2016 | Una mujer fantástica             | Enfermera              | Sebastián Lelio          |
| 2017 | Tarde para morir joven           | María                  | Dominga Sotomayor        |
| 2019 | Ausencia                         | Cruz                   | Claudio Marcone          |
| 2019 | Ella es Cristina                 | Dani Pecosa            | Gonzalo Maza             |

#### Cortometrajes
| Año  | Película             | Personaje    | Director                               |
| ---- | -------------------- | ------------ | -------------------------------------- |
| 2005 | Quitapenas           | Encuestadora | José María de Ferari y Matías Pinochet |
| 2011 | Al otro lado del río | Ana          | Bárbara Pestan                         |
| 2011 | Titanes              | Angélica     | Edison Cájas                           |
| 2013 | Asunción             | Asunción     | Camila Luna                            |

### Series de televisión
| Año     | Serie                       | Personaje         | Canal             |
| ------- | --------------------------- | ----------------- | ----------------- |
| 2008-12 | Teatro en Chilevisión       | Varios personajes | Chilevisión       |
| 2009-10 | Infieles                    | Varios personajes | Chilevisión       |
| 2011    | Prófugos                    |                   | HBO               |
| 2012    | Minero                      | Delia Carrill     |                   |
| 2014-18 | Lo que callamos las mujeres | Varios personajes | Chilevisión       |
| 2017    | Ramona                      | Carmen            | TVN               |
| 2019    | Héroes Invisibles           | Eliana Aguilera   | Chilevisión / YLE |

## Teatro

### Como actriz
- 1991. Mariana Pineda - (Cía. Teatro Universidad de Antofagasta)
- 2003. Amador Ausente - (Cía. Teatro Arlequín)
- 2005. La Reina Isabel cantaba Rancheras - (Cía. Teatro Universidad de Antofagasta)
- 2007. Niño Pecado - (Cía. Teatro Arlequín)
- 2007. El niño y las estrellas - (Cía. Teatro Arlequín)
- 2008. Kaspar
- 2008. Europa
- 2008. El Pelícano - (Cía. Teatro La Cualquiera)
- 2010. TeLARAÑA - (Cía. Teatro Arlequín)
- 2010. Colo Colo 91 - (Cía. Teatro Hermanos Ibarra Roa)
- 2011. Fatamorgana de Amor con banda de música - (Cía. Teatro Universidad de Antofagasta)
- 2012. Venecia - (Cía. Teatro Arlequín)
- 2013. Víctor sin Víctor Jara
- 2013. El Otro - (Cía. Teatro Niño Proletario)
- 2014. Barrio Miseria - (Cía. Teatro Niño Proletario)
- 2015. El homosexual o la dificultad de expresarse
- 2012 El Otro - (Cía. Teatro Niño Proletario)
- 2016 Fulgor - (Cía. Teatro Niño Proletario)

### Como directora
- 2005. Electra e Ifigenia (hablan ante un cuerpo) - (Cía. Teatro La Cualquiera)
- 2007. La historia de la gaviota y el gato que le enseñó a volar - (Cía. Teatro Arlequín)
- 2008. El Pelícano - (Cía. Teatro La Cualquiera)
- 2008. Palomita Blanca - (Cía. Teatro Arlequín)
- 2011. Partido Boca Arriba
- 2012. Carabinero - (Cía. Teatro Arlequín)
- 2012. Ekeko (o el anhelo del mar)

### Como asistente de dirección
- 2014. Barrio Miseria - (Cía. Teatro Niño Proletario)
- 2015. La pandilla del Arcoiris - (Cía. Teatro Arlequín)

## Premios y reconocimientos

### Cine
| Año  | Premio                                            | Categoría                                | Película                                      | Resultado |
| ---- | ------------------------------------------------- | ---------------------------------------- | --------------------------------------------- | --------- |
| 2008 | Festival Internacional de Cine del Norte de Chile | Reconocimiento Germana Fernández         | Por el aporte al Cine Regional en Antofagasta | Ganador   |
| 2009 | Premio APES                                       | Mejor Actriz de Soporte                  | Ilusiones Ópticas                             | Ganador   |
| 2010 | Premio Pedro Sienna                               | Mejor Interpretación Secundaria Femenina | Ilusiones Ópticas                             | Nominado  |
| 2011 | Festival Internacional de Cine de Antofagasta     | Mejor Actriz                             | La Jubilada                                   | Ganador   |

### Teatro
| Año  | Premio                                                       | Categoría         | Obra                                       | Resultado       |
| ---- | ------------------------------------------------------------ | ----------------- | ------------------------------------------ | --------------- |
| 2007 | 7° Festival Nuevos Directores Teatrales Universidad de Chile | Mejor Dirección   | Electra e Ifigenia (hablan ante un cuerpo) | Ganador         |
| 2007 | 7° Festival Nuevos Directores Teatrales Universidad de Chile | Mejor Dramaturgia | Electra e Ifigenia (hablan ante un cuerpo) | Mención Honrosa |
| 2007 | 7° Festival Nuevos Directores Teatrales Universidad de Chile | Mejor Actriz      | Electra e Ifigenia (hablan ante un cuerpo) | Mención Honrosa |